# 蒸湘街道
蒸湘街道，是中华人民共和国湖南省衡陽市蒸湘区下辖的一个乡镇级行政单位。2015年11月18日，长湖乡、蒸湘街道合并设立蒸湘街道。

## 行政区划
蒸湘街道下辖以下地区：
红湖社区、温家台社区、莲花社区、大元头社区、阳辉桥社区、太平小区一社区和太平小区二社区。